# Prinsbisdom Merseburg
Merseburg was een tot de Opper-Saksische Kreits behorend prinsbisdom binnen het Heilige Roomse Rijk. In 962/8 stichtte keizer Otto I het bisdom Merseburg uit gebied van het bisdom Halberstadt. Van 981 tot 1004 was het bisdom opgeheven.
Het bisdom maakte deel uit van de kerkprovincie Maagdenburg. Het wereldlijk gebied was beperkt tot de stad Merseburg met omgeving, een groot bosgebied tussen de Saale en de Mulde (Schkeuditz, sinds 1271 en Lützen) en de leenheerlijkheid over Leipzig. In 1351 werd Schkopau als pand en in 1370 Lauchstädt als pand van het prinsaartsbisdom Maagdenburg verworven.
Sinds 1523 werd de Reformatie ingevoerd. In 1544 dwong hertog Maurits van Saksen (na 1547 keurvorst) het bisdom om zijn broer August als administrator te accepteren. Van 1545 tot 1549 was George III van Anhalt-Dessau luthers bisschop. Hij werd opgevolgd door de laatste katholieke bisschop, Michael Sidonius Helding. Na diens dood in 1561 werd Alexander, een jongere zoon van de keurvorst administrator. In 1565 werd het bisdom opgeheven en verbonden met het keurvorstendom Saksen.
Van 1652 tot 1738 was het gebied in bezit van de zijtak Saksen-Merseburg. Toen op het Congres van Wenen in 1815 het koninkrijk Saksen werd gedeeld, kwam ook het grootste deel van het gebied van het voormalige prinsbisdom aan het koninkrijk Pruisen, waar het deel ging uitmaken van de provincie Saksen.

## Gebied (veertiende eeuw)
De ambten
- Merseburg
- Lützen
- Schkeuditz
- Lauchstädt (met Schkopau)

## Regenten
- 968- 970: Boso
- 974- 980: Giselher
- 1004-1009: Wigbert
- 1009-1018: Thietmar van Walbeck
- 1020-1036: Bruno
- 1040-1050: Hunold
- 1050-1053: Alberik
- 1053-1057: Eckelin I
- 1057-1062: Woffo
- 1062-1063: Winither
- 1063-1093: Werner
- 1097-1112: Albuin
- 1112-1120: Gerhard
- 1118-1126: Arnold
- 1126-1137: Meingot
- 1138-1143: Eckelin II
- 1143-1152: Reinhard
- 1154-1170: Johannes I
- 1171-1201: Everhard van Seeburg
- 1202-1215: Diederik van Meissen
- 1216-1240: Eckehard
- 1240-1244: Rudolf van Webau
- 1244-1266: Hendrik van Wahren
- 1266-1266: Albert van Borna
- 1266-1283: Frederik van Torgau
- 1284-1300: Hendrik van Ammendorf
- 1300-1319: Hendrik III Kindt (Pach)
- 1320-1340: Gerhard van Schraplau
- 1341-1357: Hendrik IV van Stolberg
- 1357-1382: Frederik II van Hoym
- 1383-1384: Burchard van Querfurt
- 1385-1393: Hendrik V van Stolberg
- 1394-1403: Hendrik VI van Orlamünde (Schutzmeister)
- 1403-1406: Otto van Honstein
- 1407-1411: Walter van Köckritz
- 1411-1431: Nicolaas van Lubich
- 1431-1463: Johannes II van Bose
- 1464-1466: Johannes III van Werde
- 1466-1514: Tilo van Trotha
- 1514-1526: Adolf van Anhalt-Dessau
- 1526-1535: Vincent van Schleinitz
- 1535-1544: Sigismund van Lindenau
- 1544-1547: August van Saksen (evangelisch administrator)
- 1545-1549: George III van Anhalt-Dessau (luthers bisschop)
- 1550-1561: Michael Sidonius Helding
- 1561-1565: Alexander van Saksen (administrator)
- 1565-1656: evangelische administratoren in personele unie met het keurvorstendom Saksen

- 1656-1731: Saksen-Merseburg